# John (jméno)
John je mužské rodné jméno používané převážně v anglickém jazyce. Jméno je semitského původu a vytvořeno bylo z latinského jména Ioannes (nebo též Iohannes). V anglicky mluvících zemích jde o velmi rozšířené jméno. Například ve Spojených státech amerických bylo do roku 1924 nejčastěji dávaným jménem novorozencům. Jméno John se také používá jako příjmení. Českou obdobou jména je Jan.

## Nositelé
- John Adams (1735–1826) – 2. americký prezident, otec Johna Quincyho Adamse
- John Quincy Adams (1767–1848) – 6. americký prezident, syn Johna Adamse
- John Belushi (1949–1982) – americký herec a zpěvák
- John Wilkes Booth (1838–1865) – americký herec, vrah Abrahama Lincolna
- John Cale (* 1942) – velšský hudebník, skladatel a producent
- John Deacon (* 1951) – britský baskytarista, bývalý člen skupiny Queen
- John Wayne Gacy (1942–1994) – americký sériový vrah
- John Nance Garner (1868–1967) – 32. americký viceprezident
- John Fitzgerald Kennedy (1917–1963) – americký politik, 35. americký prezident
- John Lennon (1940–1980) – britský hudebník a skladatel, zakládající člen The Beatles
- John Michael „Ozzy“ Osbourne (1948–2025) – britský zpěvák, zakladatel a člen skupiny Black Sabbath
- John D. Rockefeller (1839–1937) – americký průmyslník
- John Travolta (* 1954) – americký herec, tanečník, zpěvák
- John Ronald Reuel Tolkien (1892–1973) – britský filolog a spisovatel, autor Pána prstenů
- John Tyler (1790–1862) – americký politik, 10. americký prezident
- John Wayne (1907–1979) – americký herec
- John Christopher Depp (* 1963) – americký herec